# Раяласима

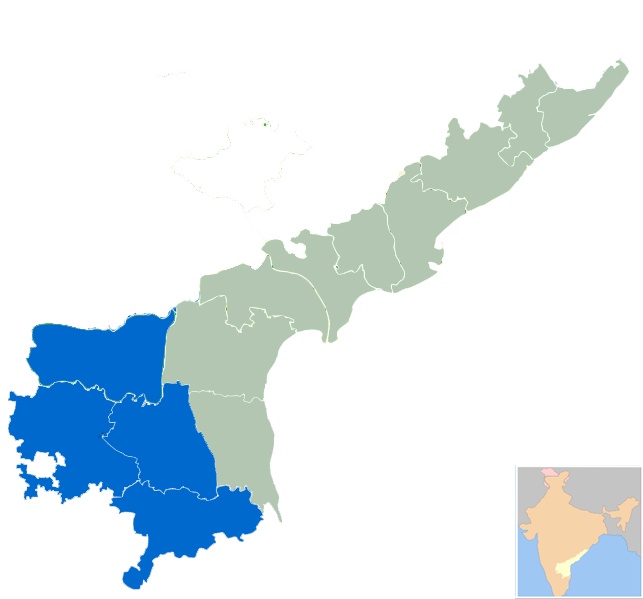
Раяласима

Раяласима (телугу రాయలసీమ IAST: Rāyalasīma) — историческая и географическая область в индийском штате Андхра-Прадеш. Раяласима включает округа Анантапур, Читтур, Кадапа и Карнул. Площадь — 67 299 кв. км, что составляет 42,00 % общей площади штата. Население (перепись 2011 года) — 15 174 908 человек, что составляет 30,03 % население штата. До 1953 года эта телугуязычная область входила в состав штата Мадрас, когда эта область была включена в состав штата Андхра. С 1953 по 1956 год регион являлся частью штата Андхра. В 1956 году вошёл в состав штата Андхра-Прадеш. Ранее округ Беллари рассматривался как часть Раяласимы. Однако в результате реорганизации штатов по языковому принципу был присоединён к штату Карнатака.
Раяласима — родина восточных Чалукья, которые постепенно распространили свою власть над Карнатакой. Хотя Раяласима относительно небольшой регион, его вклад в искусство, культуру и литературу телугу, каннада, тамил и урду неоценим.
До и в период правления Чалукьев, то есть в VII веке н. э., регион был известен под названием «Хираньяка Растраму». Название Раяласима возникло только в период Виджаянагарской империи.
В колониальный период низам Хайдарабада уступил эту область британцам.